# Mersa Gawasis
Mersa Gawasis (altägyptisch Saww) ist ein kleiner ägyptischer Dau-Hafen am Roten Meer und eine ehemalige altägyptische Hafenstadt. Der Hafen liegt an der Mündung des Wadi Gawasis, zwei Kilometer südlich der Mündung vom Wadi Gasus. 25 Kilometer nördlich befindet sich die Stadt Safaga und 50 Kilometer südlich al-Qusair.
Der Ort wurde in der Zeit von Sesostris I. bis Sesostris III. (12. Dynastie) nachweislich als Hafen genutzt und diente als Ablegestelle für Schiffsexpeditionen nach Punt. Der Hafen wurde auch als Ausgangspunkt für Reisen zu den Sinai-Minen verwendet.

## Etymologie
Der Name setzt sich zusammen aus Mersa, was auf einen Hafen hindeutet und Gawasis, eine mittelalterliche Bezeichnung für Spähboot.

## Forschungsgeschichte
Nachdem man im Wadi Gasus eine Stele aus der 12. Dynastie fand, in der ein nahegelegener Hafen namens Saww erwähnt wurde, begann 1976 die Universität Alexandria unter der Leitung von Abdel Monem A.H. Sayed eine Ausgrabung nahe der griechisch-römischen Wasserstation, dem Fundort der Stele. Da keine weiteren pharaonischen Monumente gefunden wurden, folgerte man, dass die Stele in römischer Zeit von Saww zur Station transportiert wurde. Die Suche wurde weiter östlich an der Mündung in Mersa Gasus fortgesetzt, wo man ebenfalls keine pharaonischen Überreste fand.
Erst zwei Kilometer weiter südlich in Mersa Gawasis entdeckte man eine kleine Stele mit bruchstückhaften Inschriften, die die Kartusche von Sesostris I. und den geographischen Namen Bia-n-Punt nannten. 250 Meter westlich des Hafens fand man an der Nordseite des Wadi Gawasis einen kleinen Schrein, mit dem Namen und den Titeln des Anchu, Kammerherr des Sesostris I. Der Schrein und der Sockel bestanden aus einem Kalkstein-Anker, von dem die oberen Löcher herausgeschnitten wurden. In den Schreininschriften tauchte wieder der Name Saww auf, was die Lage des Hafens bei Mersa Gawasis bestätigte.
Zweihundert Meter westlich des Schreins entdeckte man eine weitere kleine Stele mit einem Kalkstein-Anker als Basis. Sie enthielt Anweisungen von Sesostris I. an den Wesir Antefiqer für einen Schiffsbau zur Reise nach Bia-Punt. Nachfolgende Ausgrabungen im Jahr 1977 brachten einige Töpferscherben mit hieratischen Inschriften hervor. Neben dem Inhalt, wurde die Herkunft und das Ziel der Gefäße genannt. Darunter tauchten auch ein Tempel des Sesostris II., der Name Punt und der Name eines Beamten aus der Zeit von Sesostris III. auf.
Die Funde ergaben, dass Saww nun eindeutig mit Mersa Gawasis identifiziert werden konnte und dass von hier aus im Mittleren Reich die Schiffe nach Punt absegelten und wieder landeten. Man fand heraus, dass die Schiffe – wie bei der Hinfahrt – auch bei der Rückkehr auseinandergenommen und in Einzelteile zum Niltal transportiert wurden. Die circa 250 kg schweren Anker wurden in Mersa Gawasis hergestellt und bei der Rückkehr an Ort und Stelle gelassen und für andere Zwecke wiederverwendet (z. B. als Schrein oder Stelensockel).
2013 wurden im benachbarten Wadi al-Dscharf Papyrusfragmente etwa aus dem Jahr 2594 oder 2593 v. Chr., also aus der Zeit des Königs Cheops entdeckt, bei denen es sich um die bisher ältesten erhaltenen überhaupt handelt. Der Fund besteht überwiegend aus Resten von Tage- und Logbüchern ägyptischer Verwaltungsbeamten und Seeleute. Die Schiffsbesatzungen wurden offenbar sowohl für Bauarbeiten im Niltal als auch für Steinbrucharbeiten und Expeditionsfahrten im Roten Meer eingesetzt.